# TGV 001
Il treno TGV 001 (Très Grande Vitesse 001) è stato un prototipo sperimentale di treno con propulsione a turbina, ad alta velocità, di costruzione francese.

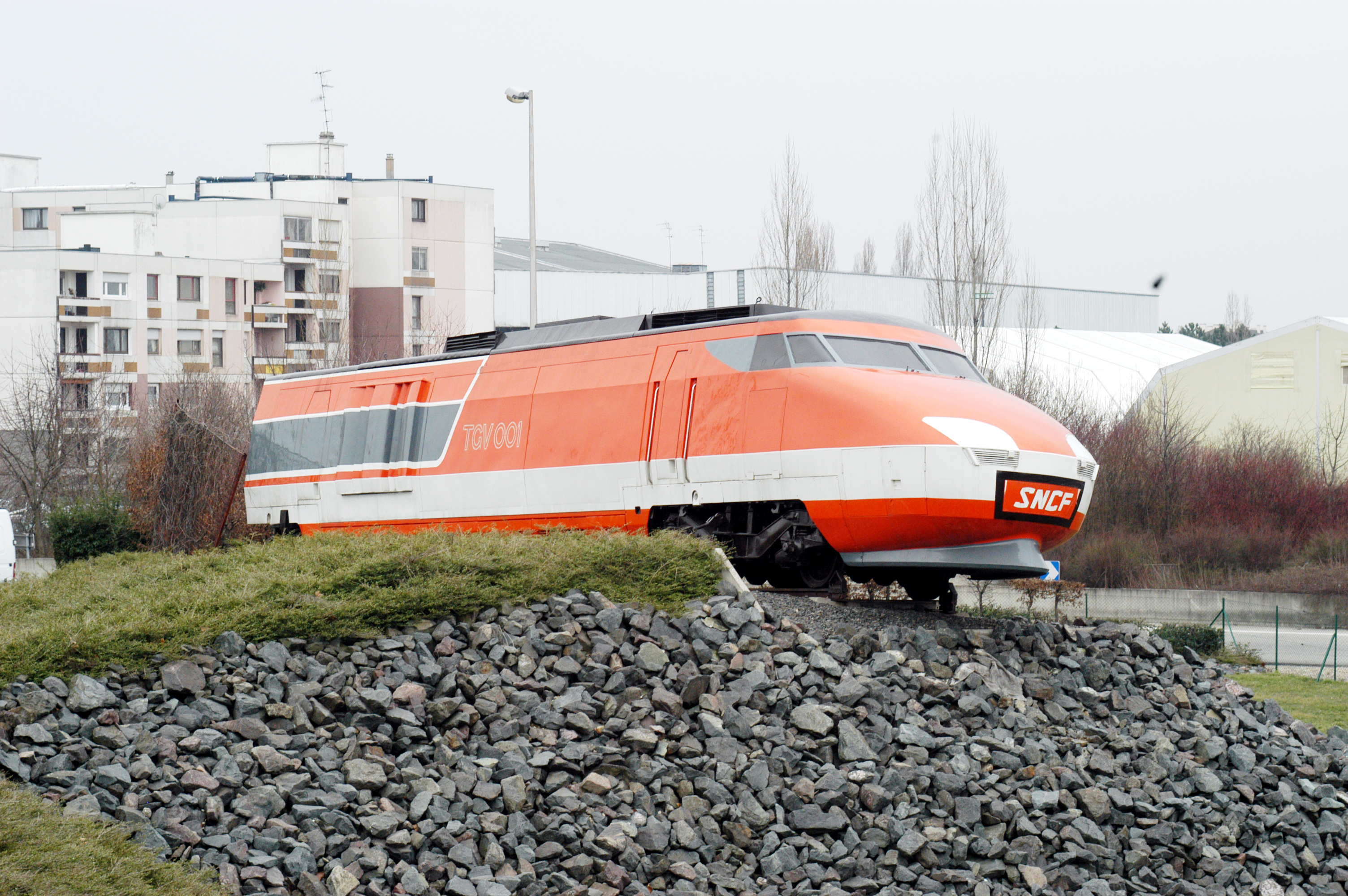
Vista della testata T1 del TGV 001

## Storia
Il turbotreno TGV 001 nacque nell'ambito delle ricerche ferroviarie per la costruzione di treni innovativi in grado di raggiungere velocità elevate dell'ordine dei 250–300 km/h. Il prototipo nacque progettualmente nel 1969 e i primi collaudi iniziarono nel 1972. Il prototipo 001 era una locomotiva sperimentale turbo-elettrica la cui costruzione era stata commissionata alla Alstom.
Il progetto era parte di un più vasto programma di ricerche volte al raggiungimento di standard elevati di elevate velocità commerciali che comprendeva tutti gli aspetti tecnici, trazione, sistemi frenanti, aerodinamica e assetto dei rotabili, nonché sistemi di segnalamento che superassero i limiti tradizionali. I tecnici francesi, a differenza di quelli di altre nazioni europee, puntavano su soluzioni che non facessero ricorso a tecniche di pendolamento né attive né passive. L'uso della turbina nella trazione ferroviaria era già stato implementato in Francia
con i turbotreni ETG e RTG che però rimanevano dei treni automotori classici come impostazione generale.
Per la realizzazione del TGV 001 venne adottata la soluzione con due locomotive alle estremità e tre carrozze intermedie. Le due locomotive, monocabina ebbero anteriormente profili aerodinamici di tipo aeronautico e i carrelli vennero costruiti tutti motori con la tecnica della potenza distribuita. Ogni asse era infatti dotato di motore elettrico; ciò diminuiva il peso assiale delle locomotive pur permettendo un'elevata potenza complessiva. Un'ulteriore vantaggio era determinato dalla possibilità di utilizzare così efficacemente la frenatura elettrica
L'equipaggiamento motore era costituito da due turbine, Turbomeca tipo TURMO III G (in seguito TURMO X), del tipo adottato sugli elicotteri Super Frelon, accoppiate a generatori elettrici che producevano la corrente elettrica necessaria alla trazione.
Il treno venne inoltre realizzato articolato con carrelli costruiti in modo che le carrozze intermedie vi poggiassero a coppie con guadagno in termini di stabilità complessiva e migliore inscrivibilità.
Il 24 marzo del 1972 venne terminato il primo treno e iniziò i test il 4 aprile. Vennero eseguiti oltre 5000 test in corsa con oltre mezzo milione di km superando i 300 km/h 175 volte. Il prototipo raggiunse i 318 km/h, record mondiale per turbotreni, l'8 dicembre 1972 ma non ebbe seguito commerciale.
La crisi petrolifera del 1973 e il conseguente balzo in su dei prezzi dei carburanti fece orientare definitivamente verso l'uso della trazione elettrica; i test si conclusero ufficialmente il 19 giugno 1978.

## Esemplari preservati
- Testata T 001 : Bischheim,
- Testata T 002 : Belfort.

La testata T 002, esposta lungo l'autostrada A36 nei pressi di Belfort, è stata asportata dal suo sito il 25 aprile 2016 e trasportata mediante carrello stradale allo stabilimento Alstom di Belfort dove sarà sottoposta a un restauro estetico prima di essere riposizionata nello stesso punto espositivo. Le operazioni di restauro sono state fortemente richieste dal sindaco di Belfort, per riportare in buone condizioni quello che è tuttora un simbolo della tecnologia ferroviaria.